# Kościół św. Antoniego z Padwy w Orzeszu
Kościół świętego Antoniego z Padwy – rzymskokatolicki kościół parafialny należący do dekanatu Łaziska archidiecezji katowickiej. Znajduje się w orzeskiej dzielnicy Zgoń.
W 1935 roku został przez gminę utworzony komitet budowy świątyni. W 1937 roku został wzniesiony ze zbiórek pieniężnych bez pełnego wyposażenia i poświęcony kościół. Podczas II wojny światowej świątynia została uszkodzona, dlatego zaraz po zakończeniu działań wojennych zaczęto jej remont.
W 1948 roku biskup Stanisław Adamski podpisał dekret o ustanowieniu parafii w Zgoniu. Pierwszym proboszczem został mianowany ksiądz Jerzy Raszka, który sprowadził do Zgonia malarza Adama Bunscha. Zostały przez niego wykonane freski o treści biblijnej, z kolei znany rzeźbiarz z Istebnej Jan Wałach wykonał boczne ołtarze przedstawiające Matkę Bożą Częstochowską i Najświętsze Serce Pana Jezusa. W głównym ołtarzu jest umieszczony stary posąg świętego Antoniego, który w swojej lewej dłoni trzyma lilię a na jego prawej dłoni siedzi Dzieciątko Jezus, które w lewej dłoni trzyma złotą kulę a prawą błogosławi.

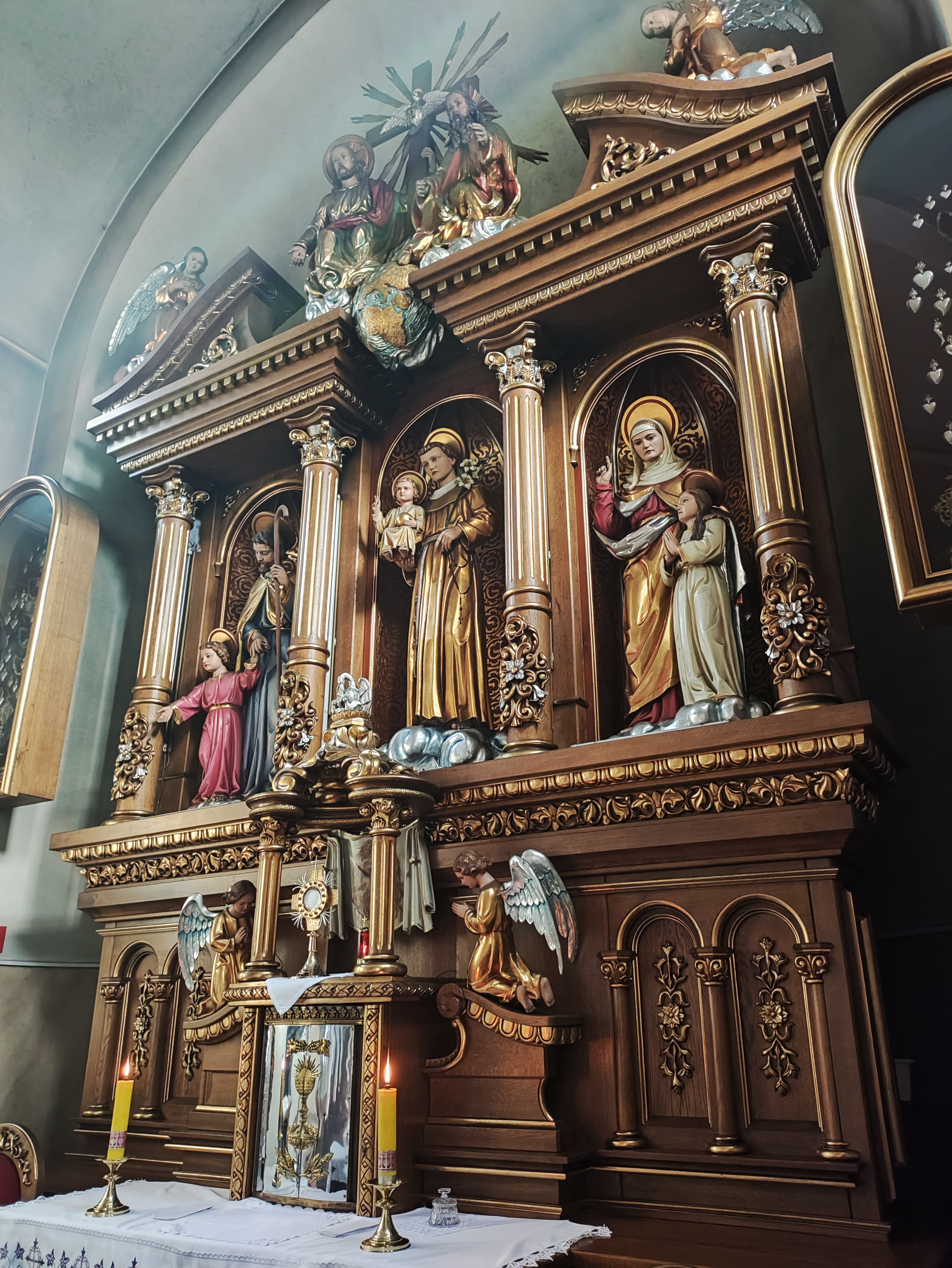
ołtarz główny
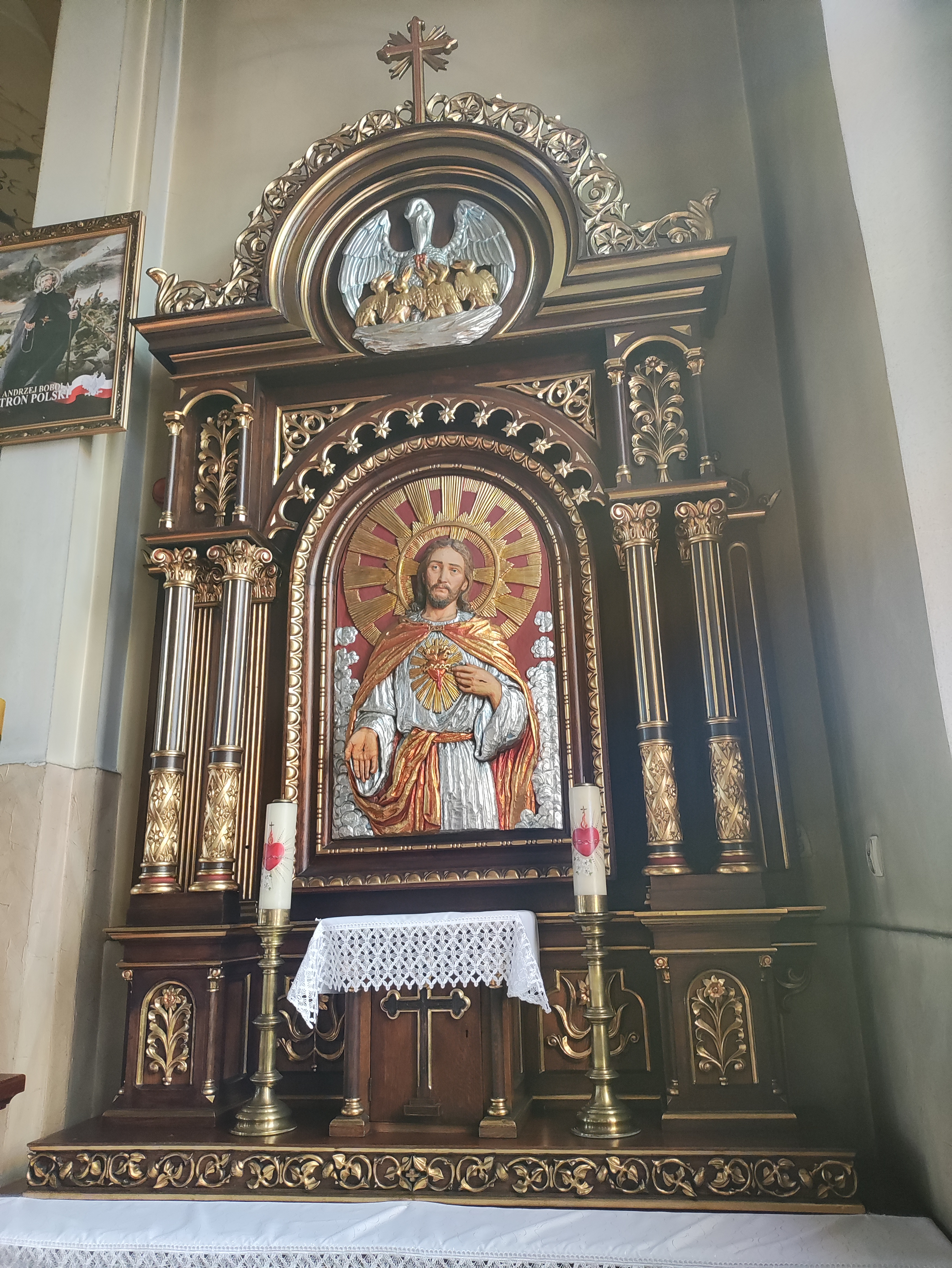
ołtarz boczny
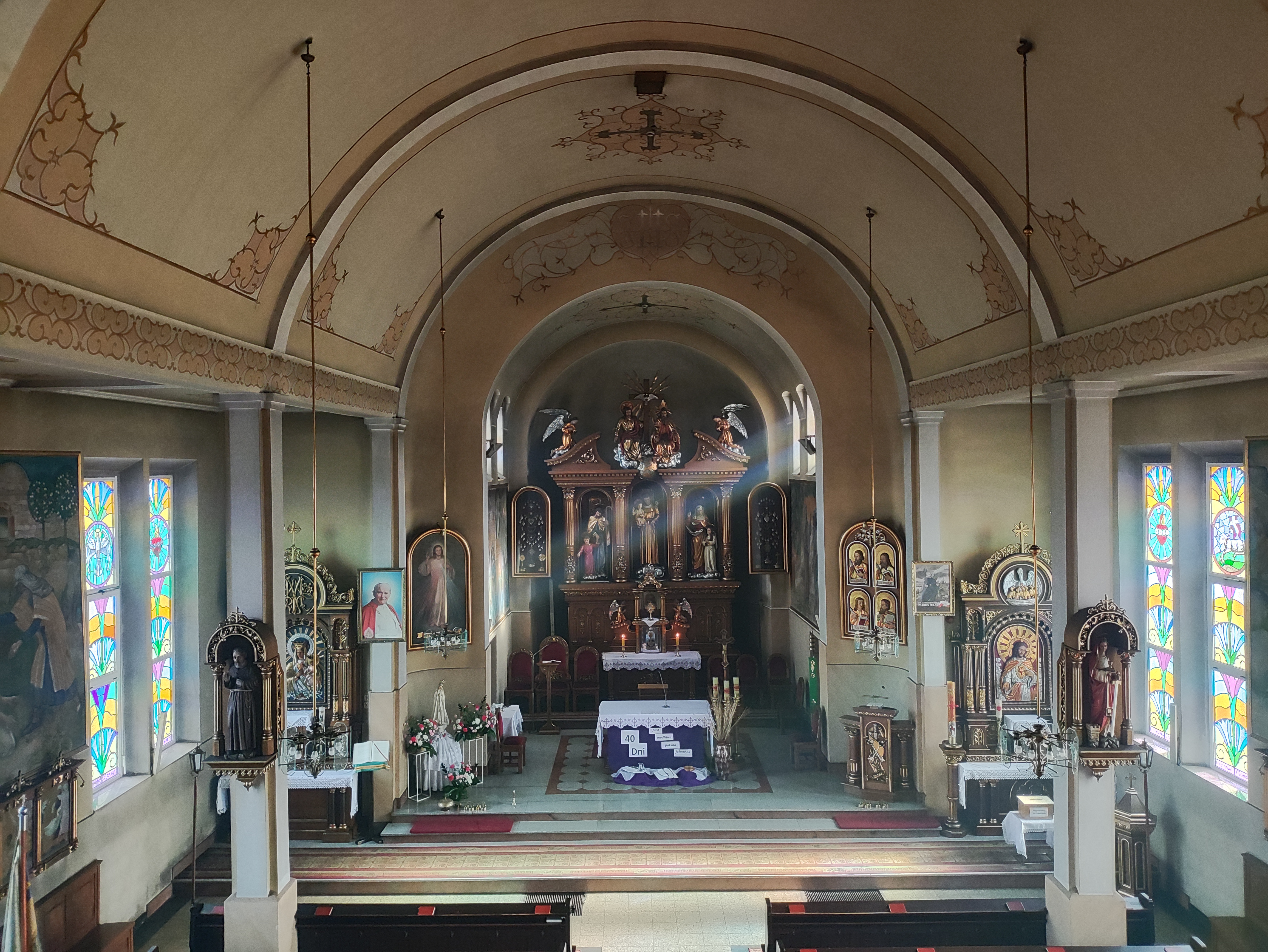
widok ogólny wnętrza
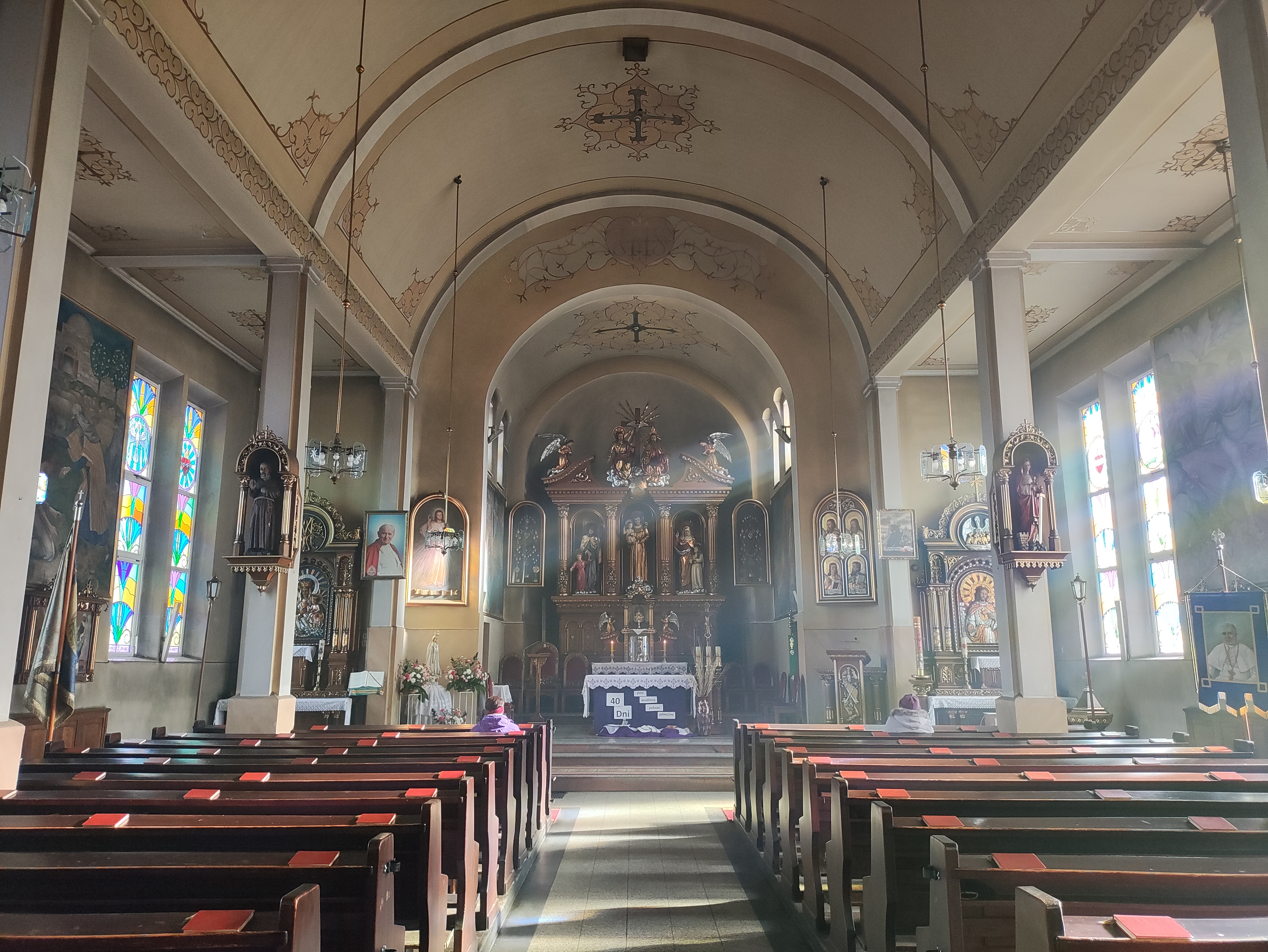
widok ogólny wnętrza
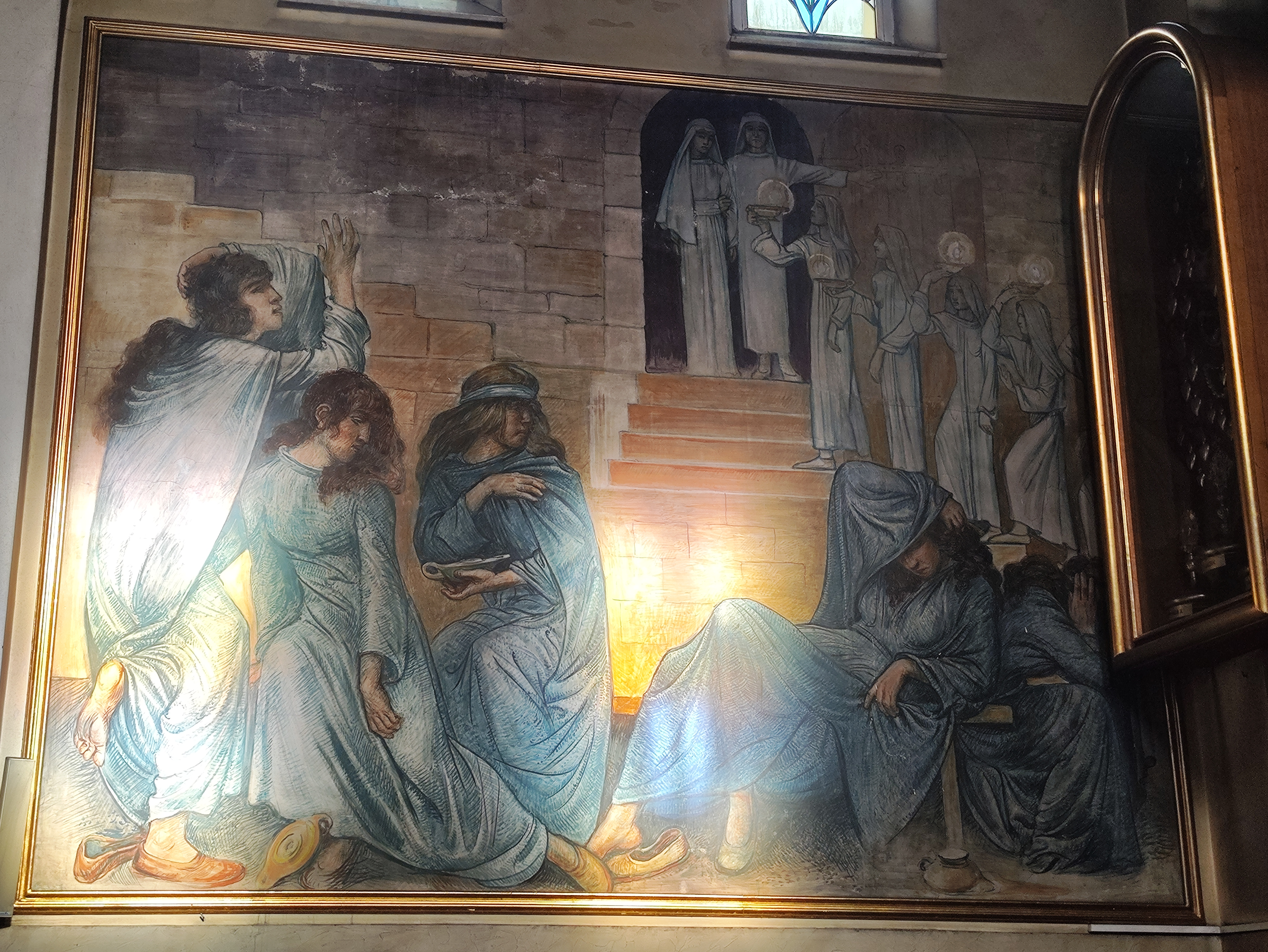
polichromie autorstwa Adama Bunscha
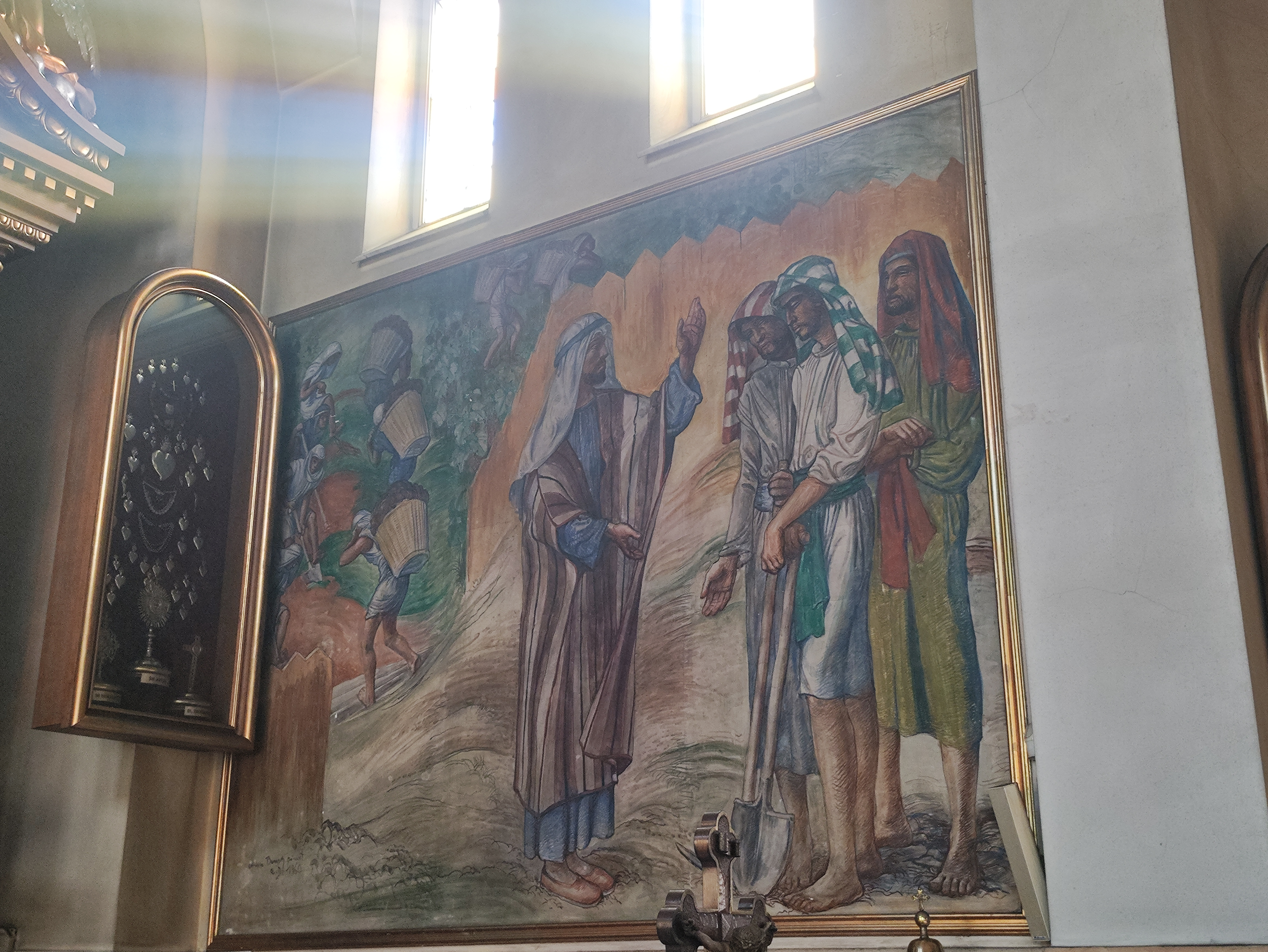
polichromie autorstwa Adama Bunscha
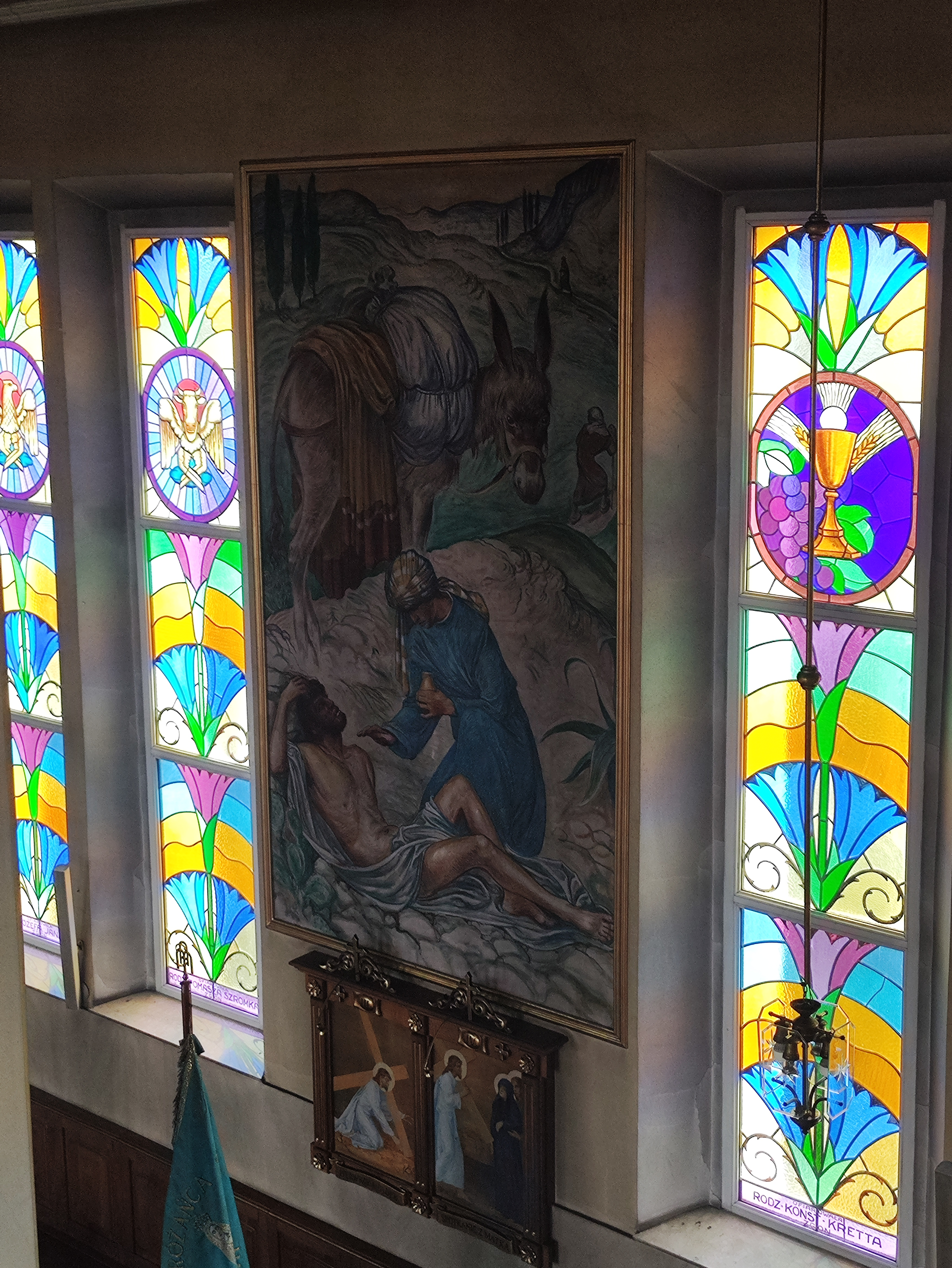
polichromie autorstwa Adama Bunscha
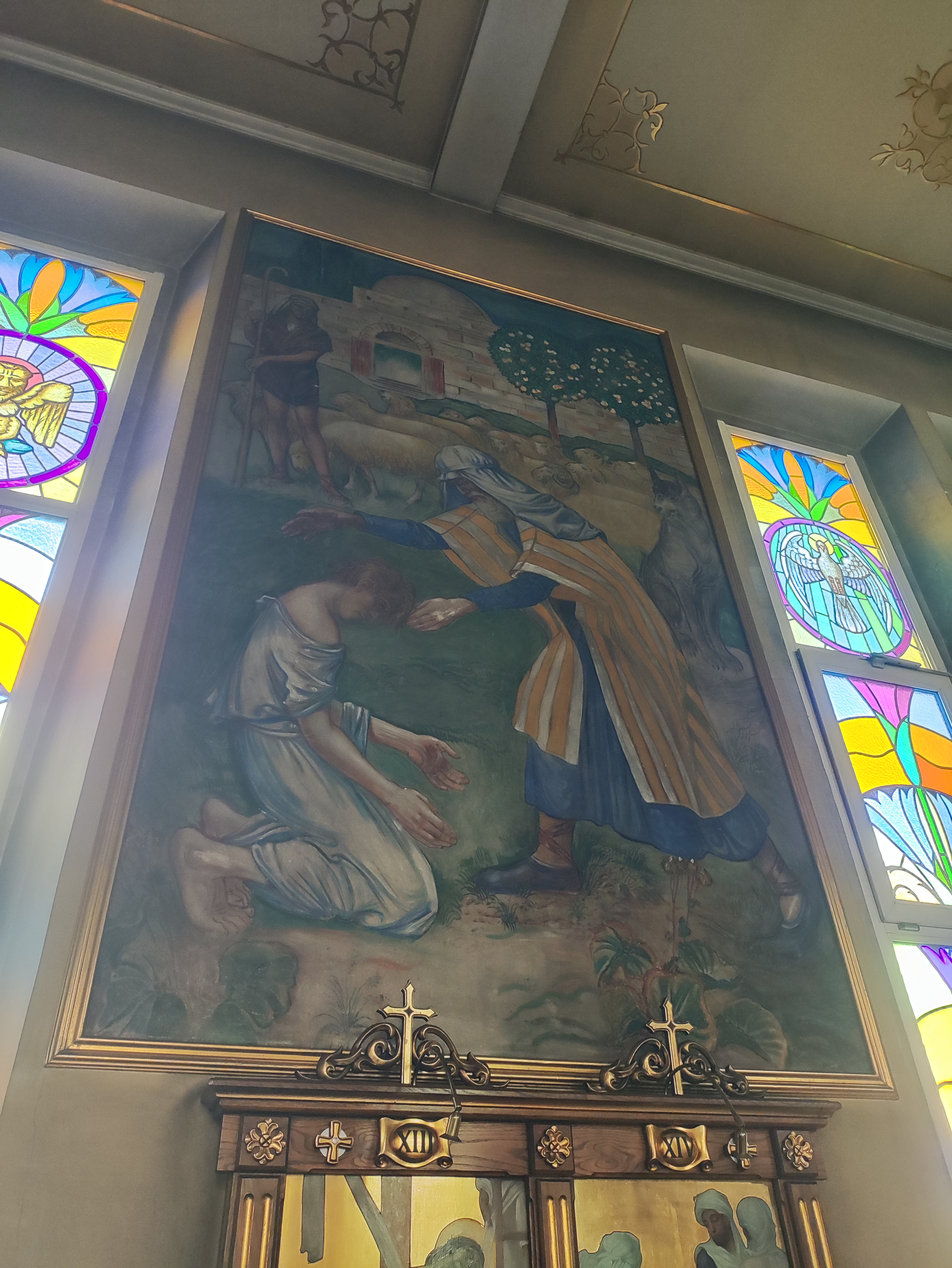
polichromie autorstwa Adama Bunscha
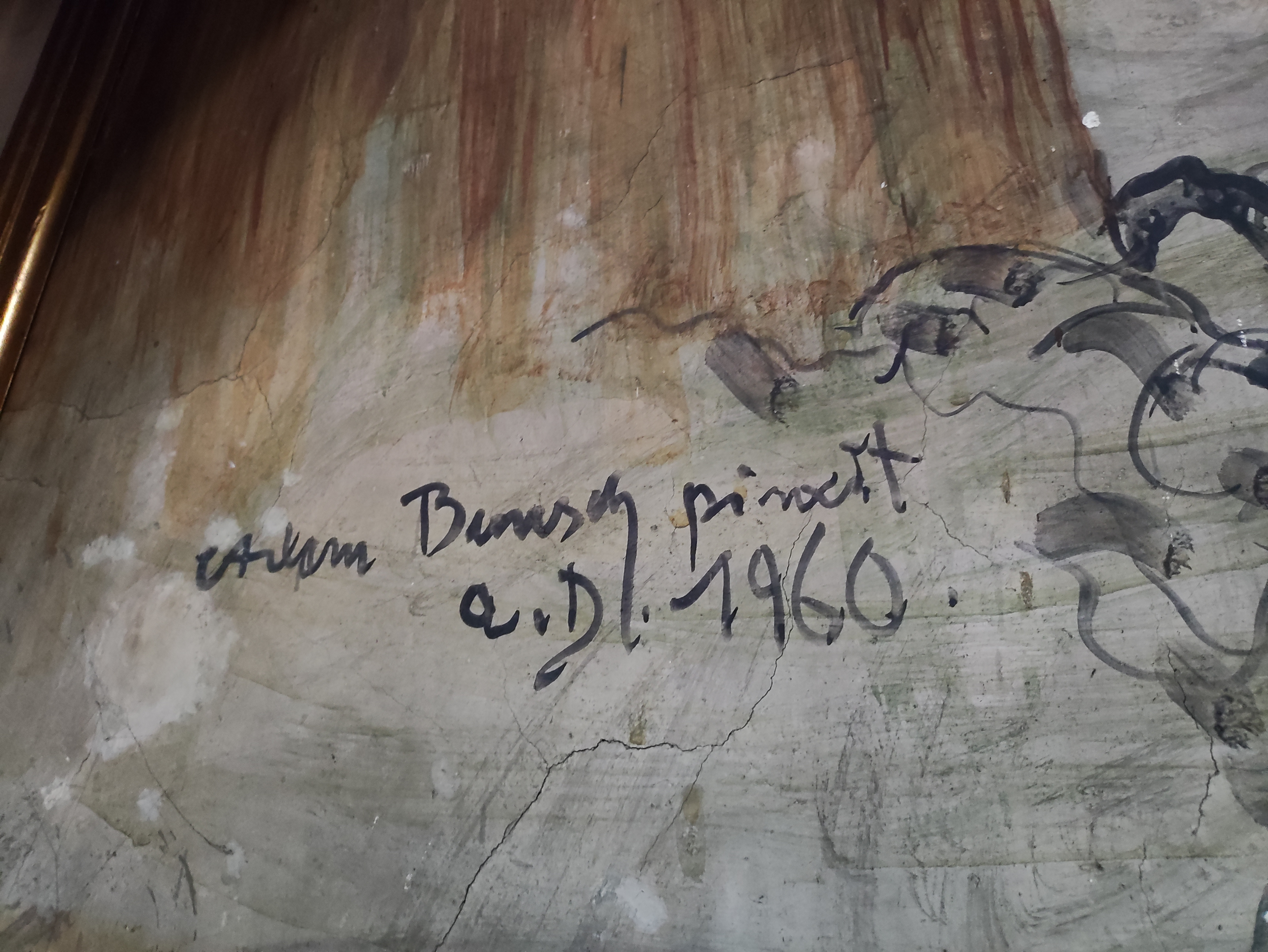
polichromie autorstwa Adama Bunscha (fragment z podpisem)
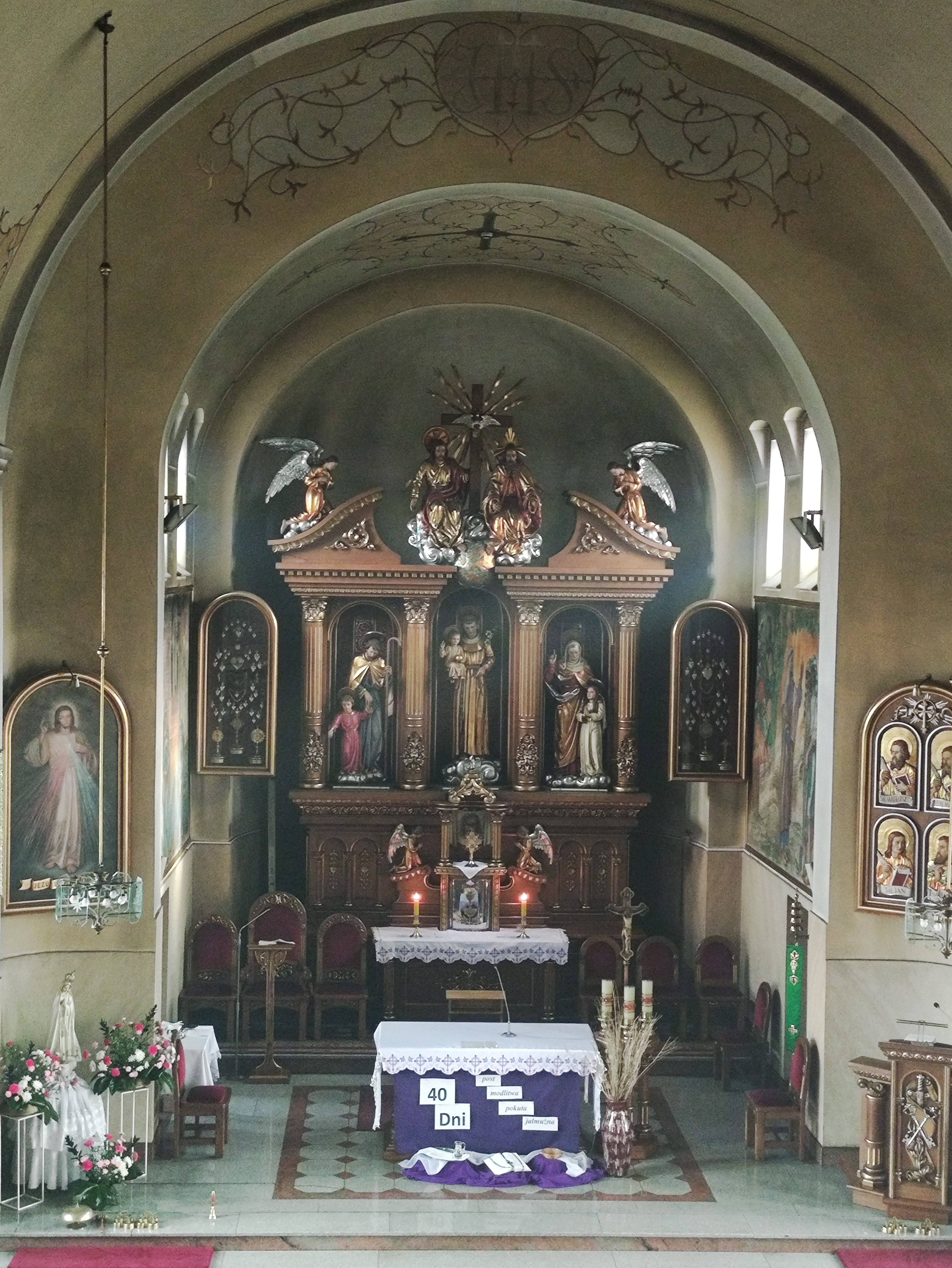
widok na ołtarz główny